# 丰特拉耶
丰特拉耶（法語：Fontrailles，法語發音：[fɔ̃tʁaj]）是法国上比利牛斯省的一个市镇，位于该省北部偏东，属于塔布区。

## 地理
丰特拉耶（43°20'38"N, 0°21'19"E）面积8.99 平方千米，位于法国奧克西塔尼大區上比利牛斯省，该省份为法国西南部内陆省份，北至热尔省，西接大西洋比利牛斯省，南与西班牙接壤，东临上加龙省。
与丰特拉耶接壤的市镇（或旧市镇、城区）包括：萨拉居藏、巴尔屈尼昂、迪福尔、马纳斯-巴斯塔努斯、贝尔纳代德巴、萨杜尔南、巴伊斯河畔特里。

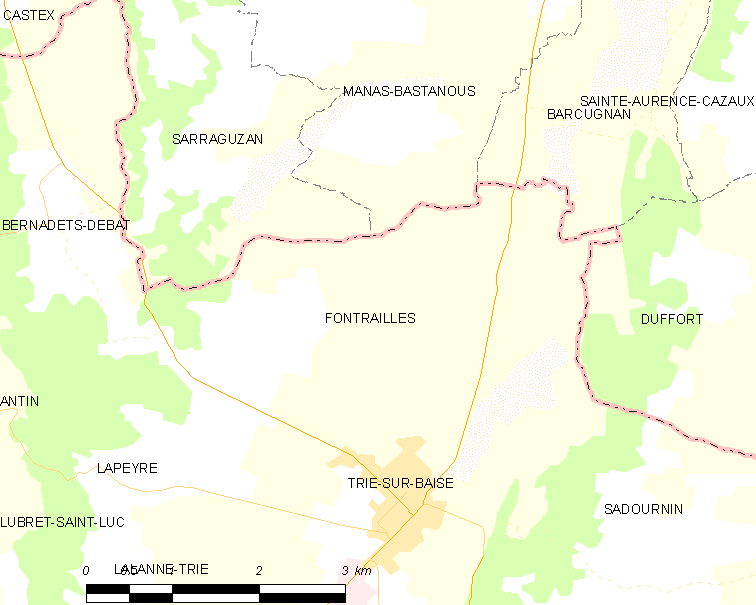
丰特拉耶的OSM定位图

丰特拉耶的时区为UTC+01:00、UTC+02:00（夏令时）。

## 行政
丰特拉耶的邮政编码为65220，INSEE市镇编码为65177。

## 政治
丰特拉耶所属的省级选区为山丘县。

## 人口

1962-2008年间丰特拉耶人口变化图示

丰特拉耶于2022年1月1日时的人口数量为168人。